# Hugo Spadafora
Ne doit pas être confondu avec Spadafora.
Hugo Spadafora Franco, dit Hugo Spadafora, est un médecin et guérillero italo-panaméen, né le 6 septembre 1940 à Chitré (province de Herrera - Panama) et mort le 13 septembre 1985 à La Conception (province de Chiriquí, Panama). Il fut notamment chef de la « Brigade Victoriano Lorenzo » et vice-ministre de la Santé dans le gouvernement Torrijos. Sa critique virulente de la militarisation du Panama et la direction du pays par les militaires ont conduit à son assassinat par Manuel Noriega.

## Biographie
Né à Chitré, Spadafora est sorti diplômé de l'université de Bologne (Italie).
Il a été médecin militaire dans la guerre d'indépendance de Guinée-Bissau.
Au Panama, il a critiqué le régime militaire d'Omar Torrijos, avant d'être nommé vice-ministre de la Santé. 
En 1978, il a organisé la « Brigade Victoriano Lorenzo (en) », composée de soldats volontaires dans le but de combattre le régime dictatorial de Somoza au Nicaragua.
Influencé par la propagande soviéto-cubaine, Hugo Spadafora rejoint le Front sandiniste aux côtés d'Edén Pastora (« Commandant Zero »).
Dans les années 1980, il dénonce l'activité de Manuel Noriega, chef militaire du Panama et « baron de la drogue » du petit pays. Quand il entre au Panama depuis le Costa Rica en septembre 1985, il est fait prisonnier par la police de Noriega avant d'être torturé et décapité au couteau de boucher (son cadavre est découvert dans une rivière du Costa Rica le 13 septembre 1985, à l'intérieur d'un sac postal, mais sa tête n'a jamais été retrouvée).
Le président Nicolás Ardito Barletta tente de constituer une commission spéciale pour enquêter sur ce meurtre, mais Noriega l'en empêche immédiatement et le force à démissionner dès le 28 septembre 1985.
Arrêté par l'armée américaine à l'issue de l'invasion du Panama par les États-Unis, Manuel Noriega est finalement condamné au Panama, par contumace, à deux peines de vingt ans de prison pour le meurtre de Spadafora et du commandant Moises Giroldi (en), en 1989.

## Ouvrages publiés
- Dr Hugo Spadafora, Experiencias y pensamiento de un médico guerrillero, Ciudad Panamá, 1980.
- Dr Hugo Spadafora, Las derrotas somocista y communista en Nicaragua, San José/Costa Rica, 1985.

## Sources
- Stephen Kinzer, Overthrow : America's Century of Regime Change from Hawaii to Iraq, février 2007, Times Books  (ISBN 0-8050-8240-9).